# Michał Polnar
Michał Polnar (ur. 29 września 1922 w Stupnicy Polskiej, zm. 2 lutego 2001) – polski działacz ruchu ludowego, poseł na Sejm PRL IV i V kadencji.

## Życiorys
Uzyskał wykształcenie wyższe w Wyższej Szkole Nauk Społecznych przy KC PZPR, z zawodu ekonomista.
W latach 30. należał do Związku Młodzieży Wiejskiej RP „Wici”. Podczas okupacji wywieziono go na roboty przymusowe do Przemyśla. Zbiegłszy z nich, osiedlił się koło Łańcuta, gdzie nawiązał kontakt z partyzantami z Batalionów Chłopskich. Po wyzwoleniu pierwszych terenów Polski wstąpił do Wojska Polskiego. Od 1947 zamieszkały w powiecie głubczyckim. W 1950 objął funkcję prezesa Powiatowego Komitetu Zjednoczonego Stronnictwa Ludowego, a w 1964 prezesa Wojewódzkiego Związku Kółek Rolniczych w Opolu. Zasiadał w prezydium Komitetu Wojewódzkiego ZSL w Opolu. W 1965 i 1969 uzyskiwał mandat posła na Sejm PRL w okręgu Nysa. Przez dwie kadencje zasiadał w Komisji Rolnictwa i Przemysłu Spożywczego. Ponadto w trakcie V kadencji pełnił funkcję zastępcy przewodniczącego Komisji Drobnej Wytwórczości, Spółdzielczości Pracy i Rzemiosła.
Pochowany na cmentarzu komunalnym w Opolu (30NC/7/9).

## Odznaczenia
- Krzyż Komandorski Orderu Odrodzenia Polski
- Złoty Krzyż Zasługi (1955)[2]
- Odznaka 1000-lecia Państwa Polskiego (1966)[3]